# فيكتور غارسيا (مخرج)
فيكتور غارسيا (بالإسبانية: Víctor García)‏ هو مخرج إسباني، ولد في 4 ديسمبر 1974 في برشلونة في إسبانيا.

## وصلات خارجية
- فيكتور غارسيا على موقع IMDb (الإنجليزية)
- فيكتور غارسيا على موقع IMDb (الإنجليزية)
- فيكتور غارسيا على موقع ألو سيني (الفرنسية)
- فيكتور غارسيا على موقع أول موفي (الإنجليزية)
- فيكتور غارسيا على موقع قاعدة بيانات الأفلام السويدية (السويدية)
- فيكتور غارسيا على موقع قاعدة بيانات الفيلم (الإنجليزية)
- فيكتور غارسيا على موقع كينوبويسك (الروسية)